# Campofelice di Fitalia
Campofelice di Fitalia är en ort och kommun i storstadsregionen Palermo, innan 2015 i provinsen Palermo, i regionen Sicilien i sydvästra Italien. Kommunen hade 496 invånare (2017).